# Anastasie la Romaine
Pour les articles homonymes, voir Sainte Anastasie.
Anastasie la Romaine, ou Anastasie de Rome, aurait vécu au IIIe siècle apr. J.-C. et subi le martyre vers 253 sous l'empereur romain Valérien.
C'est une sainte des Églises chrétiennes, célébrée le 29 octobre,

## Histoire et tradition
D'après La Légende dorée de Jacques de Voragine, Anastasie, noble romaine, reçut la foi de sa mère et de saint Chrysologue, tandis que son père, Pretaxatus, était   sénateur romain influent et païen.  
Mariée, elle refusa d'avoir des relations charnelles avec son mari en prétendant être souffrante. Son époux découvrit la vraie raison, et aussi qu'elle allait aider des chrétiens emprisonnés avec l'aide d'une servante. Alors il l'enferma et refusa de lui donner de la nourriture, pour la voir souffrir et pouvoir profiter de ses biens ; il finit cependant par mourir.
Elle fut alors livrée par l'empereur à un préfet, qui mourut lui aussi peu après, de la main de ses esclaves. Livrée à un autre préfet, celui-ci lui demanda de lui donner tous ses biens, prétextant que le Christ demande que l'on y renonce. Anastasie répliqua que lui n'en avait pas besoin, et refusa. 
Elle fut alors enfermée dans un cachot durant deux mois, mais nourrie et encouragée par saint Théodore qui avait déjà souffert le martyre. Elle fut ensuite conduite dans l'île de Palmaria (province de La Spezia - Italie) où étaient relégués d'autres chrétiens. Le préfet la fit alors attacher à un poteau et brûler.